# Erdal Eren
 (décembre 2012).
Si vous disposez d'ouvrages ou d'articles de référence ou si vous connaissez des sites web de qualité traitant du thème abordé ici, merci de compléter l'article en donnant les références utiles à sa vérifiabilité et en les liant à la section « Notes et références ».
Erdal Eren, né le 25 septembre 1961 à Şebinkarahisar, Giresun (Turquie) et mort pendu le 13 décembre 1980 au Centre pénitentiaire d'Ankara (Turquie), est un militant du TDKP pendu à l'âge de 19 ans après qu'il fut placé en garde à vue avec 24 autres personnes durant une manifestation, et accusé du meurtre du soldat Zekeriya Önge durant celle-ci.

## Biographie

### Jeunesse
Erdal Eren est né le 25 septembre 1961, dans le village de Şebinkarahisar, à Giresun. Il est l’un des trois fils d’une famille de cinq enfants. Son père était professeur et sa mère femme au foyer. Son oncle, Vamik Tekin, a été plusieurs fois député de Giresun sous l’étiquette du CHP (kémaliste). Cela a beaucoup influencé l’atmosphère politique régnant dans la famille. Erdal et ses amis se retrouvaient souvent dans la maison du peuple (Halkevi) de Şebinkarahisar. Il a participé aux ateliers théâtre de la maison du peuple. Ses camarades le décrivent comme étant un jeune calme qui préférait s'isoler et lire plutôt de que faire du sport collectif. Son ami de l’époque, Özcan Altun, raconte qu’ils s’achetaient souvent des bouteilles de vin les moins chères, et qu’ils les buvaient le soir dans la cour de la maison du peuple. Özcan et Erdal s'assayaient de chaque côté du buste de Mustafa Kemal, et discutaient pendant des heures.
En 1977, alors que de nombreux mouvements sociaux ont lieu en Turquie, Erdal Eren emménage chez sa tante à Ankara pour poursuivre ses études. Cette période est marquée par une très forte bipolarisation de la vie politique des deux extrêmes. C’est cette même année qu’Erdal commence à fréquenter l’ANOD (Association des Étudiants du Secondaire d'Ankara-Ankara Ortaöğrenimliler Derneği). L’ANOD était une organisation très implantée dans les lycées d’Ankara et avait pour principale revendication la gratuité de l’enseignement.
Erdal Eren et quelques-uns de ses camarades intègrent l’Union des Jeunes Communistes de Turquie (Türkiye Genç Komünistler Birliği-TGKB). Le TGKB est la branche jeunesse du TDKP (Türkiye Devrimci Komünist Partisi – Parti Communiste Révolutionnaire de Turquie). À cette époque, son cousin Gökalp Eren était l'un des dirigeants du TDKP .
L’année 1978 est marquée par de nombreux assassinats politiques au sein du monde étudiant. Selon  le rapport de Doğan Öz (Assistant du procureur de la République) écrit pour le premier ministre Ecevit de nombreuses actions sont menées par des groupes d’extrêmes droites comme le MHP, et son commandité par l’armée.
Le 30 janvier 1980, Sinan Suner, un étudiant de ODTÜ (Orta Doğu Teknik Üniversitesi) est assassiné par une balle dans le dos. Le tire provient d'un garde du corps du ministre de la Santé Cengiz Gökçek. Le garde du corps en question, Süleyman Ezendemir est un membre du MHP.

## Le meurtre
Les camarades de Sinan Suner décident d’organiser rapidement une manifestation pour protester contre la mort de leur camarade. Erdal Eren se rend avec un camarade à lui au lieu du meeting. La manifestation a lieu dans la rue de Hosdere. Les manifestants scandent des slogans comme « Les martyrs de la révolution sont immortels » (Devrim şehitleri ölümsüzdür) ou « Mort au fascisme, Liberté au peuple » (Faşizme ölüm, halka hürriyet). Les manifestants sont très vite entourés par les gendarmes. Après quelques coups de feu tirés en l’air par les gendarmes, les manifestants se dispersent. Un soldat nommé Zekeriya Önge est tombé mort après des échanges de coups de feu entre les gendarmes et les manifestants. Erdal à ce moment-là, tire deux balles en l’air.
Erdal ainsi qu’une vingtaine d’étudiants sont arrêtés non loin du lieu du crime. Lors de son arrestation, Erdal a en sa possession une arme chargée et dont il manque deux balles. Erdal est mis en garde à vue pour avoir tué un soldat . Le premier ministre de l’époque, Süleyman Demirel, annonce dans une conférence de presse que les coupables ont été arrêtés et seront jugés par les lois les plus sévères.

### Arrestation
Erdal est transféré le 4 février à la prison militaire de Mamak. Dans sa cellule, il retrouve Erol Bektaş, un camarade du TDKP, a qui il glisse dans l’oreille « Le parti a été fondé ». En effet, le TDKP est fondé officiellement le 2 février. Erol Bektaş rapporte qu’avant son arrivée à Mamak, Erdal avait subi plusieurs actes de tortures de la part de la police et de la gendarmerie. Ses codétenus rapportent que pendant son incarcération Erdal a cherché à comprendre comment son tir avait-il pu tuer ce soldat. Il était persuadé que son innocence serait prouvée par l’examen des faits et par une réponse scientifique. Une camarade de prison, Meral Bekar, raconte qu’à son arrivée à la prison, Erdal a été source d'attention de la part des autres prisonniers. Il était dans la même cellule que Necdet Adali, qui était lui aussi condamné à la pendaison.

### Le procès d'Erdal
Le jugement d’Erdal a été marqué par une rapidité très surprenante. En effet, seulement une semaine après les faits Erdal comparaissait devant les juges. Selon son avocat, Nihat Toktay, parmi les procès qui ont suivi le putsch militaire, celui d’Erdal fut le plus rapide.
Le procès d’Erdal s’ouvre le 13 février 1980 devant le tribunal martial d’Ankara. Plusieurs points ne sont pas très cohérents. D’après le rapport du médecin légiste, la victime porte une brûlure causée par la pénétration de la balle dans son corps. Or, pour qu’une arme à feu cause une brûlure il faut que le tireur se trouve à moins d’un mètre. Erdal se trouvait à plus de 12 mètres du soldat tué. Selon le rapport, la balle a pénétré le corps par le côté gauche du dos et est ressortie par la poitrine droite. Donc la balle a eu une trajectoire du bas vers le haut, cela veut dire que le tireur devait se trouver à une hauteur inférieure à celle de Zekeriya Önge. Lorsqu’on examine le lieu où a été arrêté Erdal Eren lors de la fusillade, on observe une hauteur d’environ 2 mètres. Si Erdal Eren avait tiré dans le dos du soldat, la trajectoire de la balle aurait été du haut vers le bas et non du bas vers le haut. La demande de Nihat Toktay d’entendre des témoins ayant assisté à la scène fut rejetée par le tribunal.
La défense a voulu pointer du doigt le jeune âge d’Erdal au vu de la peine de mort réclamée contre lui. Le tribunal a effectué un test d’âge et d’après les résultats décide qu’Erdal Eren a 18 ans révolus.
Ahmet Turan, ancien juge militaire, dit qu’en absence de la constitution et des lois qui la composent, « nous ne pouvions prendre des décisions qu'à partir des ordres de nos supérieurs »[réf. nécessaire]. Pour sa défense, Erdal dit que s’il avait tiré dans l’intention de tuer, il n’aurait pas tiré deux ou trois balles, mais aurait déchargé son chargeur entier.
Le tribunal donne sa décision le 19 mars 1980, Erdal Eren fut condamné à mort pour avoir tué le soldat Zekeriya Önge. Selon son avocat, après cette décision Erdel Eren fut violemment tabassé par les soldats du tribunal.

### Après le procès
Le 16 mai 1980, La Cour de cassation casse la décision du tribunal après l'appel des avocats d’Erdal Eren. Cette nouvelle est vécue comme une véritable victoire dans la prison de Mamak. Les prisonniers fêtent cette décision. Cependant, le même jour la Cour de cassation valide la peine de mort de Necdet Adali.

## Le coup d’État militaire du 12 septembre 1980
Le 12 septembre 1980, un coup d'État militaire mené par Kenan Evren a lieu, dans le but de protéger l’ordre et la constitution kémaliste.
Ce coup d’État va se ressentir de manière très violente dans la prison militaire de Mamak. En effet, les prisonniers sont confrontés à une véritable discipline militaire et à des actes de tortures. On oblige les prisonniers à apprendre des chants militaires et nationalistes, à crier « Le plus grand turc est Atatürk », à marcher en rang militaire, à se raser la tête, etc. Namik Koçak, sous-lieutenant à Mamak, explique que chaque prisonnier était considéré comme militaire et que désormais c’était les règles militaires qui s’appliquaient dans la prison.

### Jugement politique
Le 16 octobre 1980, le dossier d’Erdal Eren est renvoyé à l’administration de la Cour de cassation militaire pour être réexaminé. Cette administration est composée de 15 personnes. Parmi ces 15 personnes, 13 ont validé la condamnation à mort d’Erdal Eren. Erdal est placé depuis le coup d’État du 12 septembre à l'isolement et est sans contact de ses camarades. La seule personne avec qui il peut communiquer est Ali Bülent Orkan, condamné pour la tuerie de Piyangotepe, qui est un ultra-nationaliste du MHP.
L’autorité qui dirige l’État à l’époque est le Conseil du Surreté National (CSN – Milli Güven Konseyi) composé de Kenan Evren, Nurettin Ersin, Nejat Tümer, Tahsin Şahinkaya et Sedat Celasun. Lors de la réunion du 12 décembre 1980, la condamnation d’Erdal Eren est abordée. Une résolution qui accepte la condamnation est votée à l’unanimité par les membres du conseil.

### Les dernières heures d'Erdal[2]
Le journaliste Savaş Ay assiste aux dernières heures d'Erdal. Il raconte que les soldats ont ouvert la porte de la cellule et Erdal était de dos avec un caban. Le militaire lui dit « Erdal tu peux te retourner, mon fils ». Mais aucune réaction de la part du jeune homme. Après que le militaire ait répété 3 fois cette phrase, Erdal se retourne. Selon la tradition, le militaire doit répéter trois fois cette phrase pour que l'accusé sorte de sa cellule et prenne place au protocole de la pendaison.
Savaş Ay lui demande « Qu'est-ce que tu ressens ? Qu'est-ce que tu penses ? ». Erdal lui répond « Cela fait des jours qu’ils ne me ramènent pas mes journaux. C’est clair qu’ils vont me pendre pour que je serve d’exemple. Je suis désolé pour ce qui est arrivé à Zekeriya, mais je ne suis pas le responsable. On m'a organisé un complot ». Savaş Ay raconte qu’il a vu en face de lui un jeune homme, n'ayant même pas encore une pilosité d’homme, aller vers la mort.
Entre 00h00 et 01h00, une équipe de police va chercher les avocats d’Erdal pour qu’ils assistent à l’exécution de leur client à la prison d’Ulucanlar. Erdal est présenté devant ses avocats, İsmail Sami Çakmak et Nihat Toktay. Erdal écrit une dernière lettre et en sort deux autres déjà écrites de ses sous-vêtements. Lors de l’arrivée de l’Imam pour le rituel religieux, Erdal répond nettement « Je respecte totalement les croyances de mon peuple, mais je n’en ai pas besoin, car je ne suis pas croyant ».
Les soldats enfilèrent une tenue blanche à Erdal, ou on peut lire le mot İdam (« Pendaison ») écrit. Les soldats voulurent menotter Erdal, mais celui-ci refusa. Erdal dit « Eyvallah » avec un sourire à ses avocats et marcha jusqu'au gibet. La procédure exige la présence du juge qui a condamné le prisonnier, lors de sa pendaison. Nihat Toktay remarque son absence et demande l’interruption de la procédure pour quelques minutes. Toktay retrouve le juge qui tremblé de peur à l’intérieur du bâtiment de la prison. Il le traîne par la cravate et l’oblige à assister à la scène. L’avocat lui dit « Regardez votre œuvre, un jour on vous en demandera des comptes ». Deux jeunes capitaines qui assistaient à la scène pleuraient et murmuraient « Comment allez-vous justifier cela ? ».
Erdal est monté sur le tabouret, et a crié « A bas le fascisme, vive le TDKP ». C’est à ce moment-là que le tabouret fut retiré.
La famille d’Erdal Eren ne fut pas tenue au courant des événements. Le père d’Erdal apprit la mort de son fils le lendemain à travers le journal.

## Campagne de soutien internationale
Du mois de février au mois de mars, de nombreuses organisations internationales participèrent à la campagne de soutien à Erdal Eren. Parmi eux le Parti Communiste d’Espagne (PCE), qui avait décidé  d’organiser des actions pour sauver Erdal Eren. Un comité européen est créé avec des organisations de France, d’Espagne (PCE), d’Italie, d’Allemagne (DIDF, PCA), du Danemark sous le slogan de « Sauvons la vie d’Erdal Eren ».
En Allemagne, où il y a une forte communauté turque et kurde, des pétitions ont été signées dans les syndicats, des tables se sont tenues dans les villes pour faire connaître l’histoire d’Erdal Eren. Dans les villes de Cologne, Hambourg, Frankfurt, Bonn, des rassemblements ont régulièrement lieu devant les consulats de la Turquie pour protester contre cette décision. En Amérique latine se met aussi une campagne de mobilisation. Les Jeunes Révolutionnaire Équatoriens (JRE), menés par Guido Proano, décident de sensibiliser l’opinion publique à travers une campagne de presse pour exiger « la libération immédiate d’Erdal Eren ». Au Danemark, 25 députés dénoncent la peine capitale à l’encontre d’Erdal Eren.

### Après sa mort
Lors d’une interview à la télévision, Kenan Evren dira « Tant que cela était possible, nous pendions un militant de gauche, un militant de droite, deux militants de gauche, deux militants de droite. (...) Après, qu’ils ne disent pas que ces nouveaux dirigeants soutiennent la droite ou la gauche ».
En 1994, l’émission Son Celse diffusée sur atv, enregistre un épisode sur la reconstitution du procès d’Erdal Eren. L’émission a pour thème de refaire les procès historiques et de demander l’avis d’un jury populaire. À l’issue de cette émission, le jury populaire décide que la sanction d’Erdal Eren est contraire au droit. Bien que l’émission apparaisse dans la grille des programmes jusqu’à la dernière minute, elle ne sera jamais diffusée en Turquie à cause des ordres d’une force inconnue.

## Films et documentaires
- Hatırla Sevgili
- Zincirbozan
- Oğlunuz Erdal

## Chansons
- Sezen Aksu, Son Bakış
- Teoman, İki Çocuk
- Teoman, On Yedi
- Mor ve Ötesi, Darbe
- Grup Yorum, Edip Akbayram, Selda Bağcan, Büyü (Poème de Gülten Akın)
- Gına, Kırmızı Halı
- Saian Sakulta Salkım, Suç
- Ali Ekber Eren, Ankara Adı Kara
- Ali Asker, Şu Metrisin Önü